# Klara Apotekar
Klara Apotekar, slovenska judoistka, * 2. avgust 1997.
Največji uspeh v karieri je dosegla leta 2019 v Minsku z osvojitvijo naslova evropske prvakinje v kategoriji do 78 kg.